# Glennbrownia
Glennbrownia es un género de foraminífero bentónico de la familia Glabratellidae, de la superfamilia Glabratelloidea, del suborden Rotaliina y del orden Rotaliida. Su especie tipo es Glennbrownia cuylerensis. Su rango cronoestratigráfico abarca el Holoceno.

## Clasificación
Glennbrownia incluye a las siguientes especies:
- Glennbrownia cuylerensis